# Filodrillia dolorosa
Filodrillia dolorosa é uma espécie de gastrópode do gênero Filodrillia, pertencente a família Borsoniidae.